# Сан Хосе (провинција)
Сан Хосе (шп. Provincia de San José) је једна од седам провинција Костарике. Администативно средиште је град Сан Хосе. Површина провинције је 4.966 км², на којој живи према подацима из 2007. године 1.435.447 становника. Сан Хосе је смештен у централном делу земље и подељен је на 20 кантона.